# Referendum in der Slowakei über den Beitritt zur Europäischen Union

EU-Osterweiterung 2004:

Am 16. und 17. Mai 2003 fand in der Slowakei ein Referendum über den Beitritt der Slowakei zur Europäischen Union statt. 93,71 Prozent der Wähler stimmten für den Beitritt. Die Wahlbeteiligung betrug 52 Prozent.

## Vorgeschichte
Nach dem Zerfall der Sowjetunion und der Auflösung des Ostblocks in den Jahren 1989 bis 1991 wurden auch Auflösungserscheinungen in der Tschechoslowakei deutlich. Nach einem kurzen Intermezzo als Tschechische und Slowakische Föderative Republik von 1990 bis 1992 wurde der Staat am 31. Dezember 1992 auf friedlichem Weg in die beiden Nachfolgestaaten Slowakei und Tschechien geteilt. Beide Staaten strebten eine engere Anbindung an die Europäische Union an. Davon versprachen sie sich in erster Linie wirtschaftliche Vorteile (Wirtschaftshilfen), aber auch eine politische Stabilisierung in einer Phase der Orientierungslosigkeit nach dem Zusammenbruch der kommunistischen Herrschaften in Europa. Im Oktober 1993 unterzeichnete die slowakische Regierung ein Assoziierungsabkommen mit der EU und im Jahr 1995 stellte die Regierung unter dem damaligen Premierminister Vladimír Mečiar einen Antrag auf Vollmitgliedschaft des Landes in der EU. Die EU-Kommission verhielt sich jedoch zunächst abwartend, weil sie die Ansicht vertrat, dass die Slowakei noch nicht die Mindestbedingungen für eine Mitgliedschaft erfülle. Insbesondere wurden Demokratiedefizite und eine mangelnde Stabilität der politischen Institutionen in der Slowakei beanstandet. Seit der Nationalratswahl 1994 regierte Mečiars HZDS in einer Koalitionsregierung mit der linkspopulistischen ZRS und der als rechtsextrem geltenden Slowakische Nationalpartei (SNS). Das autoritäre Verhalten der Regierung gegenüber der Opposition ließ bei der EU Zweifel an Mečiars demokratischer Gesinnung aufkommen. Im Juli 1997 entschied die EU-Kommission daher, dass die Slowakei nicht die demokratischen Voraussetzungen für eine Mitgliedschaft erfülle.

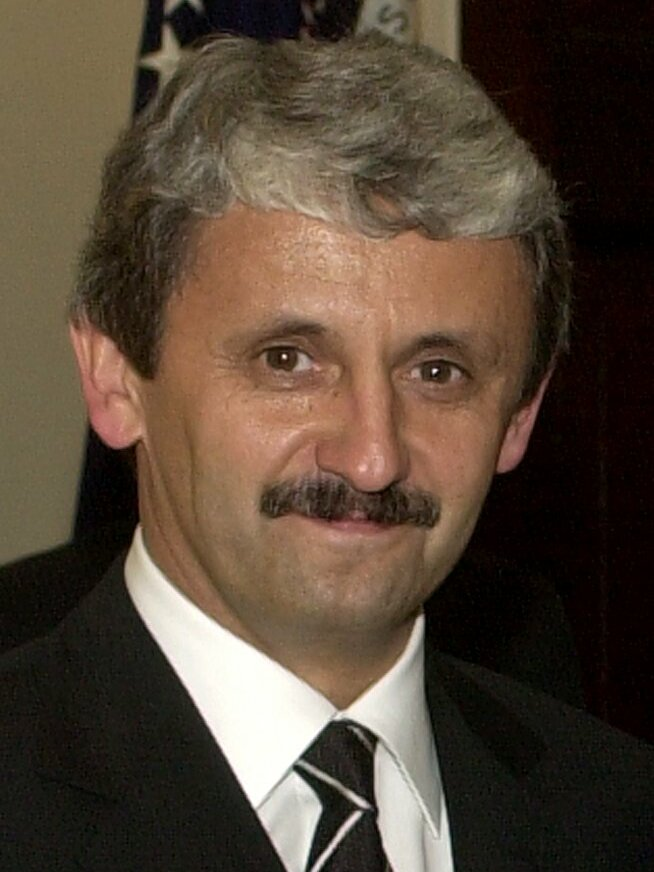
Mikuláš Dzurinda – Premierminister und Chefunterhändler auf slowakischer Seite

Die Situation änderte sich jedoch deutlich, als Mečiars Regierung bei der Nationalratswahl 1998 abgewählt wurde. Die neue Regierung unter Ministerpräsident Mikuláš Dzurinda erzielte in den Verhandlungen mit der EU rasche Fortschritte. Auf dem EU-Gipfeltreffen in Helsinki im Jahr 1999 wurde die Slowakei zu den Beitrittsverhandlungen eingeladen, und es wurde klar, dass die Slowakei im selben Zeitrahmen wie die anderen drei Staaten der Visegrád-Gruppe der EU würde beitreten können.
Innenpolitisch war das Ziel der EU-Mitgliedschaft unumstritten. Alle größeren Parteien sprachen sich dafür aus. Dabei spielte vor allem eine Rolle, dass die Slowakei nicht als einziger der vier Visegrád-Staaten außerhalb der EU isoliert bleiben wollte. Politische Analysen zeigten, dass vor allem Anhänger der zentristischen Parteien die Mitgliedschaft befürworteten, während die Post-Kommunisten und Nationalisten skeptischer waren. Jüngere Personen waren tendenziell EU-freundlicher als ältere und die Zustimmung zur EU stieg mit höherem Bildungsniveau der Wähler. Jedoch auch ältere, konservativ und antikommunistisch eingestellte Wähler befürworteten den EU-Beitritt. Auch die Kommunisten sprachen sich für den Beitritt aus, mit dem Argument, dass die Wirtschaft der Slowakei nach dem Niedergang in den 1990ern außerhalb der EU keine Chance habe.
Nach Artikel 7 und Artikel 93 der slowakischen Verfassung musste ein Gesetz, das den Beitritt oder das Verlassen einer Staatenunion nach sich zog, durch ein Referendum bestätigt werden. Bedingung für die Gültigkeit eines Referendums war, dass sich mindestens 50 % der Wahlberechtigten daran beteiligten. Dies wurde von allen politischen Akteuren als Hauptproblem gesehen. Die Zustimmung der Mehrheit der Wähler stand weitgehend außer Frage, jedoch waren alle vier Referenden, die es seit 1992 in der Slowakei gegeben hatte, an zu niedriger Wahlbeteiligung gescheitert. Da keine der im Parlament vertretenen politischen Parteien ein „Nein“-Votum unterstützte, konzentrierte sich die ganze Wahlkampagne darauf, die Wähler über die EU zu informieren und zu motivieren, zur Wahlurne zu gehen.

## Frage des Referendums
Die im Referendum gestellte Frage lautete:

„Súhlasíte s tým, aby sa Slovenská republika stala členským štátom Európskej únie?“

„Sind Sie damit einverstanden, dass die Slowakische Republik Mitglied der Europäischen Union werden soll?“

Die Frage konnte mit ÁNO ‚Ja‘ oder NIE ‚Nein‘ beantwortet werden.

## Ergebnisse

Anteil an Ja-Stimmen nach Krajs

Wahlbeteiligung nach Krajs:

Die folgende Tabelle gibt die Ergebnisse nach Krajs (Landschaftsverbänden) wieder.
| Kraj                              | Ja-Stimmen | Ja-Stimmen | Nein-Stimmen | Nein-Stimmen | Ungültige Stimmen | Ungültige Stimmen | Wahlbeteiligung (in %) |
| Kraj                              | Zahl       | in %       | Zahl         | in %         | Zahl              | in %              | Wahlbeteiligung (in %) |
| --------------------------------- | ---------- | ---------- | ------------ | ------------ | ----------------- | ----------------- | ---------------------- |
| Bratislavský kraj                 | 289.420    | 96,09      | 11.769       | 3,91         | 2.983             | 0,58              | 59,45                  |
| Trnavský kraj                     | 208.670    | 94,43      | 12.316       | 5,57         | 2.917             | 0,67              | 51,60                  |
| Trenčiansky kraj                  | 205.798    | 91,92      | 18.100       | 8,08         | 3.100             | 0,66              | 48,00                  |
| Nitriansky kraj                   | 266.166    | 94,17      | 16.486       | 5,83         | 3.868             | 0,69              | 51,01                  |
| Žilinský kraj                     | 228.220    | 92,58      | 18.285       | 7,42         | 3.340             | 0,64              | 47,65                  |
| Banskobystrický kraj              | 245.209    | 92,42      | 20.123       | 7,58         | 3.583             | 0,70              | 52,32                  |
| Prešovský kraj                    | 277.245    | 92,78      | 21.572       | 7,22         | 5.288             | 0,92              | 53,11                  |
| Košický kraj                      | 292.142    | 94,69      | 16.380       | 5,31         | 4.010             | 0,69              | 53,59                  |
| Slowakei gesamt                   | 2.012.870  | 93,71      | 135.031      | 6,29         | 29.089            | 0,70              | 52,15                  |
| Quelle: Statistikamt der Slowakei |            |            |              |              |                   |                   |                        |

## Nach dem Referendum
Die Zustimmung zum EU-Beitritt war durchgehend sehr hoch und lag im Landesmittel bei 93,7 %. Die höchste Zustimmungsrate und auch höchste Wahlbeteiligung wurde in der Hauptstadtregion Bratislava erreicht. Damit erzielte das slowakische Referendum die höchste Zustimmungsrate unter allen neun Referenden, die in den Beitrittskandidatenstaaten erzielt wurden. Allerdings war die Wahlbeteiligung mit 52,15 % eine der niedrigsten. Nur beim ungarischen Referendum war die Beteiligung noch niedriger gewesen. Das Quorum von 50 % der Wahlberechtigten war buchstäblich erst in der letzten Stunde des Wahltages überschritten worden.
Am 1. Mai 2004 trat die Slowakei im Rahmen der EU-Erweiterung 2004 der Europäischen Union bei.